# Australia en los Juegos Paralímpicos de Heidelberg 1972
Australia estuvo representada en los Juegos Paralímpicos de Heidelberg 1972 por un total de 37 deportistas, 28 hombres y 9 mujeres.

## Medallistas
El equipo paralímpico australiano obtuvo las siguientes medallas:
| Nombre                                       | Deporte            | Evento                                         |
| -------------------------------------------- | ------------------ | ---------------------------------------------- |
| Oro                                          |                    |                                                |
| Tracey Freeman                               | Atletismo          | Disco 1B femenino                              |
| Tracey Freeman                               | Atletismo          | Jabalina 1B femenino                           |
| Tracey Freeman                               | Atletismo          | Peso 1B femenino                               |
| Eric Magennis                                | Bolos sobre hierba | Individual masculino                           |
| Vic Renalson                                 | Halterofilia       | Peso pesado masculino                          |
| Eric Boulter                                 | Natación           | 25 m espalda 2 masculino                       |
| Plata                                        |                    |                                                |
| Tracey Freeman                               | Atletismo          | 60 m silla de ruedas 1B femenino               |
| Tracey Freeman                               | Atletismo          | Eslalon 1B femenino                            |
| Terry Giddy                                  | Atletismo          | 100 m 4 masculino                              |
| Vic Renalson                                 | Atletismo          | Disco 3 masculino                              |
| Pam Foley                                    | Natación           | 25 m Freestyle 2 femenino                      |
| Pam Foley                                    | Natación           | 75 m estilos 2 femenino                        |
| Eric Boulter                                 | Natación           | 75 m estilos 2 masculino                       |
| Cliff Rickard                                | Snooker            | Tetraplejia masculino                          |
| Roy Fowler                                   | Tiro con arco      | Ronda FITA clase abierta masculino             |
| Bronce                                       |                    |                                                |
| Ray Barrett                                  | Atletismo          | 100 m 2 masculino                              |
| Robert McIntyre                              | Atletismo          | Eslalon 5 masculino                            |
| Vic Renalson                                 | Atletismo          | Jabalina de precisión clase abierta masculino  |
| Terry Mason                                  | Atletismo          | Pentatlón 3 masculino                          |
| Russell Morrison                             | Natación           | 100 m libre 5 masculino                        |
| Russell Morrison                             | Natación           | 150 m estilos 5 masculino                      |
| Pauline English                              | Natación           | 50 m libre 4 femenino                          |
| Pauline English                              | Natación           | 75 m estilos 4 femenino                        |
| Elizabeth Richards Pam Foley Pauline English | Natación           | 3 × 50 m estilos 2-4 femenino                  |
| Alan Conn Roy Fowler Tony South              | Tiro con arco      | Ronda FITA por equipos clase abierta masculino |